# Péninsule de Nouvelle-Écosse
La péninsule de Nouvelle-Écosse (Nova Scotia peninsula en anglais) est une péninsule située, comme son nom l'indique, dans la province de Nouvelle-Écosse, dans le Sud-Est du Canada. Elle est reliée à la province voisine du Nouveau-Brunswick à l'ouest par l'isthme de Chignectou. L'ensemble constitue lui-même une plus grande péninsule, appelée péninsule maritime,.
Elle est baignée au nord par le golfe du Saint-Laurent, à l'ouest par le golfe du Maine (dont essentiellement sa partie nord, la baie de Fundy) et à l'est par l'océan Atlantique. Elle fait face au nord-ouest à l'Île-du-Prince-Édouard, par le détroit de Northumberland, au nord-est à l'île du Cap-Breton, par le détroit de Canso, et à l'est à l'île de Sable. La péninsule constitue les trois quarts de la superficie de la Nouvelle-Écosse et accueille notamment la capitale Halifax,.
Pour l'Organisation hydrographique internationale (OHI), à travers sa publication Limits of Oceans and Seas (3e édition, 1953), le cap Canso (en), situé à l'extrémité orientale de la péninsule, constitue un des nombreux points de repère servant de limite géographique entre le sud-est du golfe du Saint-Laurent et l'océan Atlantique. Pour cette même organisation, le cap St. Marys (en), situé au sud-ouest de la péninsule, constitue un des trois points de repère servent de limite géographique entre la baie de Fundy et le reste du golfe du Maine.